# Hunchback
Hunchback is een computerpuzzelspel uit 1983 ontwikkeld door Century Electronics en uitgegeven door Ocean Software. Het spel is een side-scrolling platformspel. Het doel van het spel is de defensie van de tegenstander te elimineren zodat de prinses bevrijd kan worden. Steven MacIlwee schreef het spel om voor de Atari 8 bit, maar deze versie kwam nooit verder dan een prototype.

## Platforms
| jaar | platforms                                                 |
| ---- | --------------------------------------------------------- |
| 1983 | Arcade, Commodore 64, Oric                                |
| 1984 | Amstrad CPC, BBC Micro, Dragon 32/64, VIC-20, ZX Spectrum |
| 1985 | Electron, MSX                                             |
| 1988 | DOS                                                       |

## Ontvangst
| Beoordeeld door                | Platform | Jaar        | Score |
| ------------------------------ | -------- | ----------- | ----- |
| our Spectrum                   | 1984     | ZX Spectrum | 83%   |
| Commodore User                 | 1985     | VIC-20      | 70%   |
| Sinclair User                  | 1984     | ZX Spectrum | 70%   |
| Micro 7                        | 1985     | Amstrad CPC | 67%   |
| Crash!                         | 1984     | ZX Spectrum | 66%   |
| Computer and Video Games (CVG) | 1984     | BBC Micro   | 60%   |
| Tilt                           | 1985     | MSX         | 50%   |